# Nelson Pessoa
Nelson Pessoa Filho ps. Neco (ur. 16 grudnia 1935 w Rio de Janeiro) – brazylijski jeździec sportowy.
Jest właścicielem szkoły jeździeckiej w belgijskim Fleurus. Jego najbardziej znanymi wychowankami są m.in. brązowy medalista olimpijski z Atlanty 1996 i Sydney 2000 Alvaro de Miranda Neto i dziedziczka wielkiej fortuny Aristotelisa Onasisa – Athina Onasis. Założyciel firmy Pessoa, produkującej sprzęt dla koni i jeźdźców. Ojciec wielokrotnego medalisty olimpijskiego w jeździectwie Rodrigo Pessoa.

## Kariera
Reprezentant Brazylii na igrzyskach olimpijskich w 1956 (olimpiada w Melbourne – 33. miejsce indywidualnie, 10. miejsce – drużynowo), 1964 (Tokio – 5. miejsce indywidualnie), 1968 (Meksyk – 16. indywidualnie, 7. – drużynowo), 1972 (Monachium – 39. indywidualnie) i w 1992 (Barcelona – 65. indywidualnie, 10. – drużynowo). Podczas tych ostatnich igrzysk był najstarszym zawodnikiem w konkurencjach jeździeckich (56 lat), natomiast jego 19–letni syn Rodrigo Pessoa, z którym startował w drużynie – najmłodszym.
W 1961 r. przeniósł się do Europy. 5 lat później zwyciężył w konkursie mistrzostw Europy w skokach przez przeszkody, wygrywał też dwukrotnie zawody w angielskim Hickstead. W 1984 roku zajął drugie miejsce w konkursie Pucharu Świata w skokach przez przeszkody, a w 1991 roku powtórzył ten wynik, jadąc na koniu Special Envoy.
Największe sukcesy osiągał na igrzyskach panamerykańskich, gdzie drużynowo zdobył trzy medale – złoto w 1967 i 1995 (w drużynie razem z synem Rodrigo; miał wówczas 59 lat) oraz srebro w 1959.